# Miltochrista plumbilineata
Miltochrista plumbilineata là một loài bướm đêm thuộc phân họ Arctiinae, họ Erebidae.